# Serge Marquand
Serge Marquand (* 12. März 1930 in Marseille; † 4. September 2004 in Paris) war ein französischer Schauspieler und Filmproduzent. Er starb an Leukämie in einem Pariser Krankenhaus.

## Leben
Serge Marquand ist ein Bruder des Schauspielers Christian Marquand († 2000) sowie der Regisseurin Nadine Trintignant.
Er wirkte überwiegend in französischen Produktionen mit, aber auch in Filmen von James Ivory oder Samuel Fuller. Zu seinen größten kommerziellen Erfolgen dürften die Angelique-Verfilmungen gehören, in denen er den Jactance gab. In den 1990ern trat er fast nur noch im französischen Fernsehen auf oder in kleineren Gastrollen, die ihm seine Schwester Nadine auf den Leib geschrieben hatte.
Marquand machte sich auch einen Namen als Rennfahrer.

## Filmografie (Auswahl)
- 1959: Gefährliche Liebschaften (Les Liaisons dangereuses)
- 1960: …und vor Lust zu sterben (Et mourir de plaisir)
- 1961: In Freiheit dressiert (La Bride sur le cou)
- 1961: Mitternachtsmörder (Pleins feux sur l'assassin)
- 1963: Laster und Tugend (Le Vice et la vertu)
- 1964: Angélique, marquise des anges (Angélique, marquise des anges)
- 1965: Angélique, 2. Teil (Merveilleuse Angélique)
- 1965: Die schwarzen Adler von Santa Fe
- 1965: Und die Wälder werden schweigen (Le chant du monde)
- 1967: Wanted
- 1967: Negresco****
- 1968: Außergewöhnliche Geschichten (Histoires extraordinaires)
- 1968: Barbarella
- 1968: Der Bastard (I bastardi)
- 1968: Friedhof ohne Kreuze (Une corde, un colt)
- 1969: Fahrt zur Hölle, ihr Halunken (Gli specialisti)
- 1969: Der Kommissar und sein Lockvogel (Dernier domicile connu)
- 1971: Das passiert immer nur den anderen (Ça n’arrive qu’aux autres)
- 1973: Le Train – Nur ein Hauch von Glück (Le Train)
- 1976: Schinken mit Ei (Attention les yeux)
- 1976: Police Python 357
- 1978: Foltermühle der gefangenen Frauen (Les Raisins de la mort)
- 1981: Quartett (Quartet)
- 1985: Die Familienpyramide (L’Été prochain)
- 1986: Catherine (Fernsehserie)
- 1988: Das Jadehaus (La maison de Jade)
- 1991: Nestor Burmas Abenteuer in Paris (Nestor Burma) (Fernsehserie)
- 1998: Der Graf von Monte Christo (Le Comte de Monte Christo)